# George Gabriel Stokes
Sir George Gabriel Stokes (13 tháng 8 năm 1819–1 tháng 2 năm 1903) là một nhà toán học và vật lý người Ireland đến từ Đại học Cambridge và đã có nhiều đóng góp quan trọng trong cơ chất lỏng (bao gồm cả phương trình Navier-Stokes), quang học và toán lý (bao gồm cả định lý Stokes). Ông là thư ký, sau đó là chủ tịch của Hiệp hội Hoàng gia (Royal Society).

## Cuộc đời
George Stokes là con trai út của Mục sư Gabriel Stokes, rector xứ Skreen, quận Sligo, nơi ông sinh ra và lớn lên trong một gia đình theo Tin Lành (Protestant). Sau khi theo học ở Screen, Dublin và Bristol, vào năm 1837 ông vào Pembroke College của Đại học Cambridge, nơi mà bốn năm sau, khi tốt nghiệp như là senior wrangler và người được giải nhất của giải thưởng Smith, ông được tặng cho một học vị. Theo luật của trường, ông phải từ nhiệm học vị đó khi ông lập gia đình vào năm 1857, nhưng mười hai năm sau, dưới một luật mới, ông được bầu lại vào vị trí đó. Ông ở vị trí đó cho đến năm 1902, khi một ngày trước sinh nhật lần thứ 84 của ông, ông được bầu vào vị trí đứng đầu. Ông không hưởng vị trí mới này được lâu, bởi vì ông qua đời tại Cambridge vào ngày 1 tháng 2 năm sau đó, và được chôn cất ở nghĩa trang Mill Road.
Vào năm 1849, ông được bổ nhiệm vào chức Giáo sư Toán Lucasian tại trường đại học, và vào ngày 1 tháng 6 năm 1899 lễ kỉ niệm ông nhận chức đó được tổ chức linh đình tại Cambridge với sự tham dự của nhiều đoàn đại biểu từ các đại học ở châu Âu và từ các đại học Hoa Kỳ đến.
Stokes là người lớn tuổi nhất trong bộ ba nhà triết học tự nhiên, James Clerk Maxwell và Lord Kelvin là hai người còn lại, người đã có nhiều đóng góp đặc biệt cho danh tiếng của trường phái toán lý ở Cambridge trong giữa thế kỉ 19. Các công trình riêng của ông bắt đầu từ khoảng 1840.

## Đóng góp cho khoa học
Những bài báo đầu tiên của ông, xuất hiện vào năm 1842 và 1843, là về trạng thái tĩnh của chất lỏng không bị nén và một số trường hợp chuyển động của chất lỏng. Những bài báo này được tiếp theo vào năm 1845 bởi một bài về độ ma sát của chất lỏng và trạng thái cân bằng và chuyển động của các vật thể rắn đàn hồi, và vào năm 1850 bằng một bài khác về các hiệu ứng của ma sát nội tại của chất lỏng trên chuyển động của một con lắc (pendulum). Đối với lý thuyết âm thanh ông có một vài đóng góp, bao gồm một bài thảo luận về tác động của gió đến cường độ của âm thanh và một giải thích cường độ âm thanh bị ảnh hưởng như thế nào bởi bản chất của khí mà âm thanh được tạo ra trong đó. Những nghiên cứu này đã đặt thủy động lực học lên một nền tảng mới, và cung cấp không chỉ lời giải đáp cho nhiều hiện tượng tự nhiên, như là sự lơ lửng của các đám mây trong không khí, và sự tắt dần đi của gợn sóng trên mặt nước, mà còn đưa ra lời giải cho nhiều vấn đề trong thực tế, ví dụ như dòng chảy của nước trong các sông và kênh đào, và sức cản của các vỏ tàu thuyền. 
Các công trình của ông về chuyển động của chất lỏng và độ nhớt đã dẫn ông đến việc tính ra được vận tốc cuối của một quả cầu rơi trong một môi trường nhớt. Điều này đã trở thành định luật Stokes. Sau này đơn vị đo độ nhớt CGS được đặt tên là một Stokes để kỉ niệm các công trình của ông.
Có lẽ những nghiên cứu được biết đến nhiều nhất của ông là những nghiên cứu liên quan đến lý thuyết sóng của ánh sáng. Các công trình về quang học bắt đầu vào thời điểm bắt đầu của sự nghiệp khoa học của ông. Các bài báo về quang sai của ông xuất hiện vào năm 1845 và 1846, và theo sau vào năm 1848 bởi một bài về lý thuyết của một số dải tần thấy được trong phổ điện từ trường (electromagnetic spectrum). Vào năm 1849 ông xuất bản một bài báo dài về lý thuyết động của hiện tượng nhiễu xạ, trong đó ông đã chứng minh rằng mặt phẳng của sự phân cực phải vuông góc với hướng truyền sóng. Hai năm sau đó ông bàn về màu sắc của các bản dày.
Vào năm 1852, trong bài báo nổi tiếng của ông về sự thay đổi của bước sóng của ánh sáng, ông mô tả hiện tượng phát huỳnh quang (fluorescence), như là của khoáng chất fluorite và thủy tinh uranium, các vật liệu mà ông xem là có khả năng chuyển đổi những bức xạ cực tím không thấy được sang các bước sóng dài hơn có khả năng nhìn thấy được. Hiện tượng dịch chuyển Stokes, mô tả sự chuyển đổi này, được đặt tên theo Stokes. Một mô hình cơ học, miêu tả các nguyên lý động của các giải thích của Stokes được đưa ra. Một phần của mô hình này, đường thẳng Stokes, là cơ sở của phân bố rải rác Raman. Vào năm 1883, trong một bài giảng tại Viện Hoàng gia, Lord Kelvin nói rằng ông đã nghe về những lý thuyết đó từ Stokes nhiều năm về trước, và đã cố gắng thuyết phục Stokes xuất bản các kết quả đó nhưng không thành công.
Vào cùng năm đó, 1852, xuất hiện một bài báo về sự tổng hợp và độ phân giải của các luồng ánh sáng phân cực từ các nguồn khác nhau, và vào năm 1853 một nghiên cứu về phản xạ mang tính kim loại của một số chất không phải là kim loại. Vào năm 1860 ông tham gia nghiên cứu về cường độ ánh sáng phản xạ từ, hay là truyền qua, một chồng đĩa; và vào năm 1862 ông chuẩn bị cho Hiệp hội vì sự tiến bộ của khoa học Anh một bài báo cáo có giá trị về sự khúc xạ kép, đã đánh dấu một thời đại mới trong lịch sử của ngành này ở Anh. Một bài báo về phổ dài của ánh sáng điện xuất hiện cùng thời gian, và theo sau bởi một nghiên cứu về sự phổ hấp thụ của máu.
Sự phân loại các vật thể hợp chất hữu cơ bởi tính chất quang học của chúng được nghiên cứu vào năm 1864; và sau đó, cùng với Mục sư William Vernon Harcourt, ông nghiên cứu sự liên hệ giữa cấu trúc hóa học và các tính chất quang học của nhiều loại thủy tinh khác nhau, có liên quan đến các điều kiện độ trong suốt và sự cải thiện của các loại kính viễn vọng không màu. Một bài báo sau đó nói về sự xây dựng của các dụng cụ quang học bàn luận về các giới hạn lý thuyết về độ mở của kính hội tụ trong kính hiển vi.
Trong các ngành vật lý khác ông được biết đến với các bài báo về quá trình truyền nhiệt trong các tinh thể (1851) và các nghiên cứu của ông liên quan đến dụng cụ đo bức xạ Crookes; giải thích của ông về biên sáng thường thấy trong các bức ảnh bên ngoài rìa của một vật tối được nhìn trên nền trời (1883); và, sau này, là lý thuyết của ông về tia X, mà ông đề nghị là có thể là các sóng ngang truyền đi như là vô số sóng đơn độc, chứ không phải là chuỗi như thông thường. Hai bài báo dài xuất bản vào năm 1840—một về sự hấp dẫn và định lý Clairaut, và bài khác về sự thay đổi của trọng lực trên bề mặt của trái đất—và cũng đáng chú ý, là những bài báo toán học của ông về các giá trị quan trọng của tổng của các chuỗi tuần hoàn (1847) và về sự tính toán bằng số của một lớp các tích phân xác định và các chuỗi vô hạn (1850) và các thảo luận của ông về một phương trình vi phân liên quan đến sự sụp đổ của các cầu đường sắt vào năm (1849).

## Những khái niệm đặt theo tên Stokes
- Định luật Stokes, trong cơ chất lỏng
- Bán kính Stokes trong sinh hóa
- Định lý Stokes, trong hình học vi phân
- Đường thẳng Stokes, trong rải rác Raman
- Quan hệ Stokes, liên hệ các pha của ánh sáng phản xạ từ một biên không hấp thụ
- Chuyển dịch Stokes, trong phát xạ
- Phương trình Navier-Stokes, trong cơ chất lỏng
- Stokes (đơn vị), một đơn vị của độ nhớt
- Tham số Stokes và vector Stokes, sử dụng để đo độ phân cực của sóng điện từ
- Máy ghi Campbell-Stokes, một dụng cụ để ghi lại độ nắng được cải tiến bởi Stokes, và vẫn được sử dụng cho đến nay
- Stokes (hố trên mặt trăng)
- Stokes (hố trên sao Hỏa)

## Vinh dự
Thêm vào các khái niệm được đặt theo tên ông: 
- Từ Hiệp hội Hoàng gia, nơi mà ông là thành viên từ năm 1851, ông nhận Huy chương Rumford vào 1852 để công nhận cho các nghiên cứu của ông vào bước sóng của ánh sáng, và sau đó, vào năm 1893, Huy chương Copley.
- Vào năm 1869 ông chủ tọa hội nghị của Hiệp hội Anh ở Exeter.
- Từ năm 1883 đến 1885 ông là giảng viên Burnett tại Aberdeen, các bài giảng của ông về ánh sáng, sau này được xuất bản vào năm 1884–1887.
- Vào năm 1889 ông được phong nam tước.
- Vào năm 1891, với tư cách giảng viên Gifford, ông xuất bản một cuốn sách về Thần học tự nhiên.
- Các học vị của ông bao gồm nhiều bằng danh dự từ nhiều đại học khác nhau, cùng với huân chương Order Pour le Mérite của Phổ.

## Các công trình xuất bản
Các công trình toán lý của Sir George Stokes (xem liên kết ngoài) được xuất bản trong một bộ sưu tầm gồm 5 tập; ba tập đầu (Cambridge, 1880, 1883, và 1901) là do ông tự hiệu đính, và hai quyển còn lại (Cambridge, 1904 và 1905) là dưới sự hiệu đính của Sir Joseph Larmor, người chọn lọc và sắp xếp Memoir and Scientific Correspondence of Stokes (Các văn bản và thư trao đổi khoa học của Stokes) xuất bản ở Cambridge vào năm 1907.